# Nunzio Sulprizio
Nunzio Sulprizio (ur. 13 kwietnia 1817 w Pescosansonesco, zm. 5 maja 1836 w Pescara) – włoski święty Kościoła katolickiego.

## Życiorys
Nunzio Sulprizio był synem szewca Domenica Sulprizio i Rosy Luciany. Gdy miał cztery miesiące w sierpniu 1817 zmarł jego ojciec, po czym jego matka ponownie wyszła za mąż, lecz zmarła 5 maja 1823, po jej śmierci jego wychowaniem zajęła się babka, która zmarła 4 kwietnia 1826. W 1831 trafił do szpitala w L’Aquili z powodu choroby kości piszczelowej. Rok później w 1832 jego wuj wysłał go do Neapolu wraz z pułkownikiem Felice Wochinger, który traktował go jak syna. W 1835 lekarze zadecydowali o amputacji nogi. Zmarł 5 maja 1836 w wieku 19 lat. Jego szczątki spoczywają w kościele San Domenico Soriano.
W 1859 został ogłoszony czcigodnym przez papieża Piusa IX. Następnie Jan XXIII zatwierdził dekrety o cudach przypisywane jego wstawiennictwu. Beatyfikował go papież Paweł VI 1 grudnia 1963 w czasie trwania Soboru Watykańskiego II.
8 czerwca 2018 został podpisany przez papieża Franciszka dekret uznający cud za wstawiennictwem błogosławionego Nunzio Sulprizio, co otwarło drogę do ogłoszenia go świętym, które nastąpiło 14 października 2018.
Wspomnienie liturgiczne w Kościele rzymskokatolickim przypada 5 maja.